# Akkens
Akkens is een Brits historisch Brits motorfietsmerk.
De bedrijfsnaam was: Thomas & Gilbert, Smethwick.
Eenvoud tekende de modellen van Thomas & Gilbert, die vanaf 1912 eenvoudige, ongeveerde frames maakten, waarin goedkope 292cc-Union-tweetaktmotoren werden gemonteerd. Tijdens de Eerste Wereldoorlog lag de productie stil, maar aan het begin van de Britse "motorboom" in 1919 werd ze meteen weer opgestart. Er was echter geen ontwikkeling van de modellen, en toen de concurrerende merken hun motorfietsen gingen moderniseren kon het merk Akkens niet meer meekomen. In 1922 werd de productie gestaakt.